# Jezersko (Slowakei)
Jezersko (bis 1927 slowakisch auch „Jazerské“; deutsch Teichenau, ungarisch Tavas – bis 1907 Jezerskó) ist eine Gemeinde im Norden der Slowakei mit 74 Einwohnern (31. Dezember 2024). Sie gehört zum Okres Kežmarok, einem Teil des Prešovský kraj und wird zur traditionellen Landschaft Zips gezählt.

## Geographie

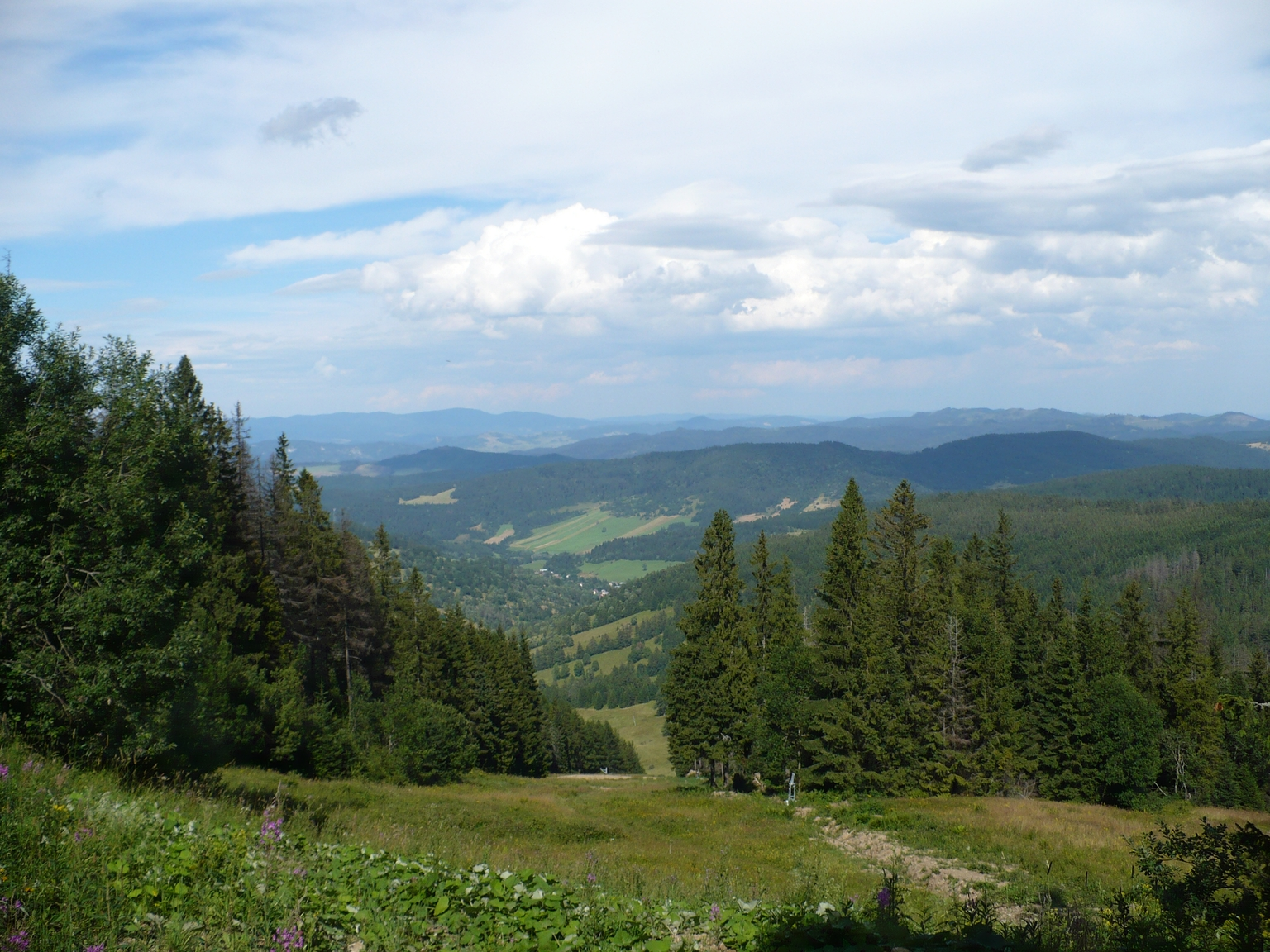
Umgebung von Jezersko

Die Gemeinde befindet sich in der Zipser Magura im Einzugsgebiet des Dunajec. Oberhalb des Ortes kann man den kleinen See Jezerské jazero finden. Das Ortszentrum befindet sich auf einer Höhe von 770 m n.m. und ist zwölf Kilometer von Spišská Stará Ves sowie 30 Kilometer von Kežmarok entfernt.
Nachbargemeinden sind Spišské Hanušovce im Norden, Reľov im Osten, Lendak und Vysoké Tatry (Katastralgemeinde Tatranská Lomnica) im Süden, Malá Franková im Westen und Veľká Franková im Nordwesten.

## Geschichte
Jezersko wurde im Jahre 1611 von György Horváth-Palocsay, einem Besitzer der Burg Niedzica gegründet, in einer nur zerstreut besiedelten Landschaft. Die ersten Einwohner kamen aus der Umgebung von Nowy Targ und Czorsztyn, deswegen stammt der Name vom polnischen Wort jezioro (auf Deutsch See). Bis zur Abschaffung der Leibeigenschaft im Jahr 1848 wechselten sich die späteren Grundherren relativ häufig. 1787 zählte man 37 Häuser und 293 Einwohner und 1828 50 Häuser und 366 Einwohner, die in der Forst- und Landwirtschaft und als Hirten beschäftigt waren.
Bis 1918 gehörte der im Komitat Zips liegende Ort zum Königreich Ungarn und kam danach zur Tschechoslowakei beziehungsweise heute Slowakei.

## Bevölkerung
| Jahr                | 1994 | 2004     | 2014    | 2024     |
| ------------------- | ---- | -------- | ------- | -------- |
| Anzahl der Personen | 102  | 118      | 111     | 74       |
| Unterschied         |      | +15,68 % | −5,93 % | −33,33 % |

| Jahr                | 2023 | 2024    |
| ------------------- | ---- | ------- |
| Anzahl der Personen | 73   | 74      |
| Unterschied         |      | +1,36 % |

Gemäß der Volkszählung 2011 wohnten in Jezersko 108 Einwohner, davon 101 Slowaken und zwei Polen. Fünf Einwohner machten zur Ethnie keine Angabe. 100 Einwohner bekannten sich zur römisch-katholischen Kirche und ein Einwohner zur griechisch-katholischen Kirche. Ein Einwohner war konfessionslos und bei sechs Einwohnern wurde die Konfession nicht ermittelt.

## Bauwerke
- römisch-katholische Herz-Jesu-Kirche aus dem Jahr 1895